# Paralimosina macedonica
Paralimosina macedonica är en tvåvingeart som först beskrevs av Rohacek 1977.  Paralimosina macedonica ingår i släktet Paralimosina och familjen hoppflugor. Inga underarter finns listade i Catalogue of Life.